# Iljko
Iljko horvát fejedelem  (876–878), a tengerparti Horvát Fejedelemség uralkodója. Nevét egyedül Andrea Dandolo velencei dózse kisebb krónikája (Annales Danduli minores vagy Chronicon breve) őrizte meg, és az újabb történeti kutatások szerint az ismeretlen fejedelem neve valószínűleg Dandolo fantáziájának szüleménye volt. Domagoj fejedelem halálát követően, 876 és 878 között valószínűleg az egyik fia örökölte a fejedelmi címet, ám az ő nevét egy korabeli forrás sem őrizte meg. A Domagojt követő fejedelmet 878-ban Zdeszláv bizánci segítséggel elűzte a trónról.